# Temporada da NHL de 1980–81
A temporada da NHL de 1980–81 foi a 64.ª temporada da National Hockey League (NHL). Vinte e um times jogaram 80 jogos cada. Esta foi a primeira temporada em que o Calgary Flames jogou em Calgary. Anteriormente, era Atlanta Flames e jogava em Atlanta. O New York Islanders ganhou sua segunda Copa Stanley consecutiva, derrotando o Minnesota North Stars em 5 jogos. O destaque individual foi Wayne Gretzky do Edmonton Oilers, que quebrou o recorde de assistências em uma temporada de Bobby Orr e a marca de pontos de Phil Esposito para um novo recorde de 164 pontos, vencendo seu segundo de oito seguidos Troféus Hart como melhor jogador da liga.

## Temporada Regular

### Classificação final
Nota: J = Partidas jogadas, V = Vitórias, D = Derrotas, E = Empates, Pts = Pontos, GP = Gols pró, GC = Gols contra, PEM=Penalizações em minutos

Times que se classificaram aos playoffs estão destacados em negrito

#### Conferência Príncipe de Gales
| Divisão Adams         | J  | V  | D  | E  | Pts | GP  | GC  | PIM  |
| --------------------- | -- | -- | -- | -- | --- | --- | --- | ---- |
| Buffalo Sabres        | 80 | 39 | 20 | 21 | 99  | 327 | 250 | 1194 |
| Boston Bruins         | 80 | 37 | 30 | 13 | 87  | 316 | 272 | 1836 |
| Minnesota North Stars | 80 | 35 | 28 | 17 | 87  | 291 | 263 | 1624 |
| Quebec Nordiques      | 80 | 30 | 32 | 18 | 78  | 314 | 318 | 1524 |
| Toronto Maple Leafs   | 80 | 28 | 37 | 15 | 71  | 322 | 367 | 1830 |

| Divisão Norris      | J  | V  | D  | E  | Pts | GP  | GC  | PIM  |
| ------------------- | -- | -- | -- | -- | --- | --- | --- | ---- |
| Montreal Canadiens  | 80 | 45 | 22 | 13 | 103 | 332 | 232 | 1398 |
| Los Angeles Kings   | 80 | 43 | 24 | 13 | 99  | 337 | 290 | 1627 |
| Chicago Black Hawks | 80 | 31 | 33 | 16 | 78  | 304 | 315 | 1660 |
| Pittsburgh Penguins | 80 | 30 | 37 | 13 | 73  | 302 | 345 | 1807 |
| Hartford Whalers    | 80 | 21 | 41 | 18 | 60  | 292 | 372 | 1584 |
| Detroit Red Wings   | 80 | 19 | 43 | 18 | 56  | 252 | 339 | 1687 |

#### Conferência Clarence Campbell
| Divisão Patrick     | J  | V  | D  | E  | Pts | GP  | GC  | PIM  |
| ------------------- | -- | -- | -- | -- | --- | --- | --- | ---- |
| New York Islanders  | 80 | 48 | 18 | 14 | 110 | 355 | 260 | 1442 |
| Philadelphia Flyers | 80 | 41 | 24 | 15 | 97  | 313 | 249 | 2621 |
| Calgary Flames      | 80 | 39 | 27 | 14 | 92  | 329 | 298 | 1450 |
| New York Rangers    | 80 | 30 | 36 | 14 | 74  | 312 | 317 | 1981 |
| Washington Capitals | 80 | 26 | 36 | 18 | 70  | 286 | 317 | 1872 |

| Divisão Smythe    | J  | V  | D  | E  | Pts | GP  | GC  | PIM  |
| ----------------- | -- | -- | -- | -- | --- | --- | --- | ---- |
| St. Louis Blues   | 80 | 45 | 18 | 17 | 107 | 352 | 281 | 1657 |
| Vancouver Canucks | 80 | 28 | 32 | 20 | 76  | 289 | 301 | 1892 |
| Edmonton Oilers   | 80 | 29 | 35 | 16 | 74  | 328 | 327 | 1544 |
| Colorado Rockies  | 80 | 22 | 45 | 13 | 57  | 258 | 344 | 1418 |
| Winnipeg Jets     | 80 | 9  | 57 | 14 | 32  | 246 | 400 | 1191 |

## Artilheiros
J = Partidas jogadas, G = Gols, A = Assistências, Pts = Pontos, PEM = Penalizações em minutos
| Jogador         | Time               | J  | G  | A   | Pts | PEM |
| --------------- | ------------------ | -- | -- | --- | --- | --- |
| Wayne Gretzky   | Edmonton Oilers    | 80 | 55 | 109 | 164 | 28  |
| Marcel Dionne   | Los Angeles Kings  | 80 | 58 | 77  | 135 | 70  |
| Kent Nilsson    | Calgary Flames     | 80 | 49 | 82  | 131 | 26  |
| Mike Bossy      | New York Islanders | 79 | 68 | 51  | 119 | 32  |
| Dave Taylor     | Los Angeles Kings  | 72 | 47 | 65  | 112 | 130 |
| Peter Stastny   | Quebec Nordiques   | 77 | 39 | 70  | 109 | 37  |
| Charlie Simmer  | Los Angeles Kings  | 65 | 56 | 49  | 105 | 62  |
| Mike Rogers     | Hartford Whalers   | 80 | 40 | 65  | 105 | 32  |
| Bernie Federko  | St. Louis Blues    | 78 | 31 | 73  | 104 | 47  |
| Jacques Richard | Quebec Nordiques   | 78 | 52 | 51  | 103 | 39  |

## Playoffs
No Jogo 1 da série Edmonton-Montreal, Wayne Gretzky teve cinco assistências. Isto foi um recorde para um único jogo dos playoffs.

### Tabela
|  | Fase preliminar | Fase preliminar     | Fase preliminar   |                   |                    | Quartas-de-final    | Quartas-de-final | Quartas-de-final |  |   | Semifinais         | Semifinais | Semifinais |  |   | Final da Copa Stanley | Final da Copa Stanley | Final da Copa Stanley |
|  |                 |                     |                   |                   |                    |                     |                  |                  |  |   |                    |            |            |  |   |                       |                       |                       |
|  | 1               | New York Islanders  | 3                 |                   |                    |                     |                  |                  |  |   |                    |            |            |  |   |                       |                       |                       |
|  | 16              | Toronto Maple Leafs | 0                 |                   |                    |                     |                  |                  |  |   |                    |            |            |  |   |                       |                       |                       |
|  | 16              | Toronto Maple Leafs | 0                 |                   | 1                  | New York Islanders  | 4                |                  |  |   |                    |            |            |  |   |                       |                       |                       |
|  |                 |                     |                   |                   | 1                  | New York Islanders  | 4                |                  |  |   |                    |            |            |  |   |                       |                       |                       |
|  |                 |                     | 14                | Edmonton Oilers   | 2                  |                     |                  |                  |  |   |                    |            |            |  |   |                       |                       |                       |
|  | 2               | St. Louis Blues     | 14                | Edmonton Oilers   | 2                  | 3                   |                  |                  |  |   |                    |            |            |  |   |                       |                       |                       |
|  | 2               | St. Louis Blues     |                   |                   |                    | 3                   |                  |                  |  |   |                    |            |            |  |   |                       |                       |                       |
|  | 15              | Pittsburgh Penguins | 2                 |                   |                    |                     |                  |                  |  |   |                    |            |            |  |   |                       |                       |                       |
|  | 15              | Pittsburgh Penguins | 2                 |                   |                    |                     |                  |                  |  | 1 | New York Islanders | 4          |            |  |   |                       |                       |                       |
|  |                 |                     |                   |                   |                    |                     |                  |                  |  | 1 | New York Islanders | 4          |            |  |   |                       |                       |                       |
|  |                 | 13                  | New York Rangers  | 0                 |                    |                     |                  |                  |  |   |                    |            |            |  |   |                       |                       |                       |
|  | 3               | 13                  | New York Rangers  | 0                 | Montreal Canadiens | 0                   |                  |                  |  |   |                    |            |            |  |   |                       |                       |                       |
|  | 3               |                     |                   |                   | Montreal Canadiens | 0                   |                  |                  |  |   |                    |            |            |  |   |                       |                       |                       |
|  | 14              | Edmonton Oilers     | 3                 |                   |                    |                     |                  |                  |  |   |                    |            |            |  |   |                       |                       |                       |
|  | 14              | Edmonton Oilers     | 3                 |                   | 2                  | St. Louis Blues     | 2                |                  |  |   |                    |            |            |  |   |                       |                       |                       |
|  |                 |                     |                   |                   | 2                  | St. Louis Blues     | 2                |                  |  |   |                    |            |            |  |   |                       |                       |                       |
|  |                 |                     | 13                | New York Rangers  | 4                  |                     |                  |                  |  |   |                    |            |            |  |   |                       |                       |                       |
|  | 4               | Los Angeles Kings   | 13                | New York Rangers  | 4                  | 1                   |                  |                  |  |   |                    |            |            |  |   |                       |                       |                       |
|  | 4               | Los Angeles Kings   |                   |                   |                    | 1                   |                  |                  |  |   |                    |            |            |  |   |                       |                       |                       |
|  | 13              | New York Rangers    | 3                 |                   |                    |                     |                  |                  |  |   |                    |            |            |  |   |                       |                       |                       |
|  | 13              | New York Rangers    | 3                 |                   |                    |                     |                  |                  |  |   |                    |            |            |  | 1 | New York Islanders    | 4                     |                       |
|  |                 |                     |                   |                   |                    |                     |                  |                  |  |   |                    |            |            |  | 1 | New York Islanders    | 4                     |                       |
|  |                 | 9                   | Minn. North Stars | 1                 |                    |                     |                  |                  |  |   |                    |            |            |  |   |                       |                       |                       |
|  | 5               | 9                   | Minn. North Stars | 1                 | Buffalo Sabres     | 3                   |                  |                  |  |   |                    |            |            |  |   |                       |                       |                       |
|  | 5               |                     |                   |                   | Buffalo Sabres     | 3                   |                  |                  |  |   |                    |            |            |  |   |                       |                       |                       |
|  | 12              | Vancouver Canucks   | 0                 |                   |                    |                     |                  |                  |  |   |                    |            |            |  |   |                       |                       |                       |
|  | 12              | Vancouver Canucks   | 0                 |                   | 5                  | Buffalo Sabres      | 1                |                  |  |   |                    |            |            |  |   |                       |                       |                       |
|  |                 |                     |                   |                   | 5                  | Buffalo Sabres      | 1                |                  |  |   |                    |            |            |  |   |                       |                       |                       |
|  |                 |                     | 9                 | Minn. North Stars | 4                  |                     |                  |                  |  |   |                    |            |            |  |   |                       |                       |                       |
|  | 6               | Philadelphia Flyers | 9                 | Minn. North Stars | 4                  | 3                   |                  |                  |  |   |                    |            |            |  |   |                       |                       |                       |
|  | 6               | Philadelphia Flyers |                   |                   |                    | 3                   |                  |                  |  |   |                    |            |            |  |   |                       |                       |                       |
|  | 11              | Quebec Nordiques    | 2                 |                   |                    |                     |                  |                  |  |   |                    |            |            |  |   |                       |                       |                       |
|  | 11              | Quebec Nordiques    | 2                 |                   |                    |                     |                  |                  |  | 7 | Calgary Flames     | 2          |            |  |   |                       |                       |                       |
|  |                 |                     |                   |                   |                    |                     |                  |                  |  | 7 | Calgary Flames     | 2          |            |  |   |                       |                       |                       |
|  |                 | 9                   | Minn. North Stars | 4                 |                    |                     |                  |                  |  |   |                    |            |            |  |   |                       |                       |                       |
|  | 7               | 9                   | Minn. North Stars | 4                 | Calgary Flames     | 3                   |                  |                  |  |   |                    |            |            |  |   |                       |                       |                       |
|  | 7               |                     |                   |                   | Calgary Flames     | 3                   |                  |                  |  |   |                    |            |            |  |   |                       |                       |                       |
|  | 10              | Chicago Black Hawks | 0                 |                   |                    |                     |                  |                  |  |   |                    |            |            |  |   |                       |                       |                       |
|  | 10              | Chicago Black Hawks | 0                 |                   | 6                  | Philadelphia Flyers | 3                |                  |  |   |                    |            |            |  |   |                       |                       |                       |
|  |                 |                     |                   |                   | 6                  | Philadelphia Flyers | 3                |                  |  |   |                    |            |            |  |   |                       |                       |                       |
|  |                 |                     | 7                 | Calgary Flames    | 4                  |                     |                  |                  |  |   |                    |            |            |  |   |                       |                       |                       |
|  | 8               | Boston Bruins       | 7                 | Calgary Flames    | 4                  | 0                   |                  |                  |  |   |                    |            |            |  |   |                       |                       |                       |
|  | 8               | Boston Bruins       |                   |                   |                    | 0                   |                  |                  |  |   |                    |            |            |  |   |                       |                       |                       |
|  | 9               | Minn. North Stars   | 3                 |                   |                    |                     |                  |                  |  |   |                    |            |            |  |   |                       |                       |                       |

### Final
New York Islanders vs. Minnesota North Stars
| Data       | Visitante | Placar | Mandante  | Placar |
| ---------- | --------- | ------ | --------- | ------ |
| 12 de maio | Minnesota | 3      | New York  | 6      |
| 14 de maio | Minnesota | 3      | New York  | 6      |
| 17 de maio | New York  | 7      | Minnesota | 5      |
| 19 de maio | New York  | 2      | Minnesota | 4      |
| 21 de maio | Minnesota | 1      | New York  | 5      |

New York venceu a série por 4–1.

## Prêmios da NHL
| Prêmios de 1980-81 da NHL       | Prêmios de 1980-81 da NHL                                            |
| ------------------------------- | -------------------------------------------------------------------- |
| Troféu Príncipe de Gales:       | Minnesota North Stars                                                |
| Taça Clarence S. Campbell:      | New York Islanders                                                   |
| Troféu Art Ross:                | Wayne Gretzky, Edmonton Oilers                                       |
| Troféu Memorial Bill Masterton: | Blake Dunlop, St. Louis Blues                                        |
| Troféu Memorial Calder:         | Peter Stastny, Quebec Nordiques                                      |
| Troféu Conn Smythe:             | Butch Goring, New York Islanders                                     |
| Troféu Frank J. Selke:          | Bob Gainey, Montreal Canadiens                                       |
| Troféu Memorial Hart:           | Wayne Gretzky, Edmonton Oilers                                       |
| Prêmio Jack Adams:              | Gordon "Red" Berenson, St. Louis Blues                               |
| Troféu Memorial James Norris:   | Randy Carlyle, Pittsburgh Penguins                                   |
| Troféu Memorial Lady Byng:      | Rick Kehoe, Pittsburgh Penguins                                      |
| Prêmio Lester B. Pearson:       | Mike Liut, St. Louis Blues                                           |
| Prêmio Mais/Menos da NHL:       | Brian Engblom, Montreal Canadiens                                    |
| Troféu Vezina:                  | Denis Herron, Michel Larocque, & Richard Sevigny, Montreal Canadiens |
| Troféu Lester Patrick:          | Charles M. Schulz                                                    |

### Seleções da liga
| Primeiro Time                      | Posição | Segundo Time                       |
| ---------------------------------- | ------- | ---------------------------------- |
| Mike Liut, St. Louis Blues         | G       | Mario Lessard, Los Angeles Kings   |
| Denis Potvin, New York Islanders   | D       | Larry Robinson, Montreal Canadiens |
| Randy Carlyle, Pittsburgh Penguins | D       | Ray Bourque, Boston Bruins         |
| Wayne Gretzky, Edmonton Oilers     | CC      | Marcel Dionne, Los Angeles Kings   |
| Mike Bossy, New York Islanders     | PD      | Dave Taylor, Los Angeles Kings     |
| Charlie Simmer, Los Angeles Kings  | PE      | Bill Barber, Philadelphia Flyers   |

## Estreias
Esta é uma lista de jogadores importantes que jogaram seu primeiro jogo na NHL em 1980-81 (listados com seu primeiro time, asterisco marca estreia nos playoffs):
- Barry Pederson, Boston Bruins
- Steve Kasper, Boston Bruins
- Denis Savard, Chicago Black Hawks
- Steve Larmer, Chicago Black Hawks
- Andy Moog, Edmonton Oilers
- Charlie Huddy, Edmonton Oilers
- Glenn Anderson, Edmonton Oilers
- Jari Kurri, Edmonton Oilers
- Paul Coffey, Edmonton Oilers
- Larry Murphy, Los Angeles Kings
- Dino Ciccarelli, Minnesota North Stars
- Don Beaupre, Minnesota North Stars
- Neal Broten, Minnesota North Stars
- Doug Wickenheiser, Montreal Canadiens
- Guy Carbonneau, Montreal Canadiens
- Rick Wamsley, Montreal Canadiens
- Brent Sutter, New York Islanders
- Rollie Melanson, New York Islanders
- Tim Kerr, Philadelphia Flyers
- Mike Bullard, Pittsburgh Penguins
- Anton Stastny, Quebec Nordiques
- Peter Stastny, Quebec Nordiques
- Dale Hunter, Quebec Nordiques
- Paul MacLean, St. Louis Blues
- Dave Babych, Winnipeg Jets

## Últimos jogos
Esta é uma lista de jogadores importantes que jogaram seu último jogo na NHL em 1980-81 (listados com seu último time):
- Jean Ratelle, Boston Bruins
- Terry Harper, Colorado Rockies
- Pete Mahovlich, Detroit Red Wings
- Tom Bladon, Detroit Red Wings
- Jean Potvin, New York Islanders
- Phil Esposito, New York Rangers
- Walt Tkaczuk, New York Rangers
- Ron Ellis, Toronto Maple Leafs
- Dennis Kearns, Vancouver Canucks
- Bobby Schmautz, Vancouver Canucks
- Dennis Ververgaert, Washington Capitals
- Guy Charron, Washington Capitals
- Wayne Stephenson, Washington Capitals
- Jude Drouin, Winnipeg Jets

## Data limite para negociações
Data limite: 10 de março de 1981. 
- 8 de março de 1981: Doug Halward trocado de Los Angeles para Vancouver pela quinta rodada de escolha de Vancouver no Draft de 1982.
- 10 de março de 1981: Bill Baker trocado de Montreal para Colorado pela terceira rodada de escolha de Colorado no Draft de 1983.
- 10 de março de 1981: Ken Berry e Garry Lariviere trocados de Vancouver para Edmonton por Blair MacDonald e Lars-Gunnar Petersson.
- 10 de março de 1981: Pat Hughes trocado de Pittsburgh para Edmonton por Pat Price.
- 10 de março de 1981: Jari Kaarela e Mike McEwen trocados de Colorado para o NY Islanders por Glenn Resch e Steve Tambellini.
- 10 de março de 1981: Michel Larocque trocado de Montreal para Toronto por Robert Picard.
- 10 de março de 1981: Don Luce trocado de Buffalo para Los Angeles pela sexta rodada de escolha de Los Angeles no Draft de 1982.
- 10 de março de 1981: Ray Markham trocado do NY Rangers para Edmonton por John Hughes.
- 10 de março de 1981: Mario Marois trocado de Vancouver para Quebec por Garry Lariviere.
- 10 de março de 1981: Rick Martin trocado de Buffalo para Los Angeles pela terceira rodada de escolha de Los Angeles no Draft de 1981 e pela primeira rodada de escolha de Los Angeles no Draft de 1983 (Tom Barrasso).
- 10 de março de 1981: Jim Rutherford trocado de Toronto para Los Angeles pela quinta rodada de escolha de Los Angeles no Draft de 1981.
- 10 de março de 1981: Garry Unger trocado de Los Angeles para Edmonton pela sétima rodada de escolha de Edmonton no Draft de 1981.
- 10 de março de 1981: Ron Zanussi e a terceira rodada de escolha de Minnesota no Draft de 1981 trocados de Minnesota para Toronto pela segunda escolha de Toronto no Draft de 1981.